# 알킬기
알킬기(영어: alkyl group)는 분자내에서 탄소와 수소로 이루어진 부분을 말한다. 특정 탄소수를 지니는 알킬기의 구조는 동일한 탄소수의 알케인과 동일하지만 단지 수소 원자가 하나 결여되어 있다. 예를 들어 가장 작은 알킬기인 메틸기의 구조는 다음과 같다.

## 반응 특성
결합하지 않은 상태의 알킬기는 유리기(free radical)로서, 보통은 다른 유리기와 쉽게 반응하므로 존재하는 시간이 짧으므로 일시적인 반응 중간체(intermediates)로 볼 수 있다.
알킬기가 생성되는 대표적인 반응의 예로서 알케인에 대한 염소의 결합 반응(chlorination)을 들 수 있다. 이 반응은 염소 유리기가 광분해(photodissociation)로 인해 생성된 후 알케인 등의 유기 화합물 분자와 반응하는 과정을 포함한다. 염소 자유 라디칼은 알케인으로부터 수소 원자 하나를 가져와 결합하게 되고, 알케인 등의 유기 화합물은 수소 원자 하나를 잃게 되어 알킬기가 된다. 이 반응의 경우 생성된 알킬기는 보통 염소 원자 하나와 결합하여 염화 알케인(chloroalkane)이 된다.

## 같이 보기
- 아미노기
- 카복실기
- 카보닐기
- 하이드록실기